# 蓋恩斯維爾 (密西西比州)
蓋恩斯維爾（英語：Gainesville）是位於美國密西西比州漢考克縣的鬼鎮。

## 歷史
蓋恩斯維爾的郵局於1844年設立，其後於1918年停運。

## 地理
蓋恩斯維爾所處的海拔為高於海平面7米（即23英呎），而該地所採用的時區為UTC-6，即北美中部時區（CST）。同時該地設有夏令時間，為UTC-6調快一小時，即UTC-5（CDT）。